# Trichopoda flava
Trichopoda flava là một loài ruồi trong họ Tachinidae.